# Kroblice Pęchowskie
Kroblice Pęchowskie – wieś w Polsce położona w województwie świętokrzyskim, w powiecie sandomierskim, w gminie Klimontów.
W latach 1975–1998 miejscowość administracyjnie należała do województwa tarnobrzeskiego.

## Części wsi
| SIMC    | Nazwa               | Rodzaj                          |
| ------- | ------------------- | ------------------------------- |
| 0796016 | Cegielnia Pęchowska | część wsi                       |
| 0796022 | Góra                | część wsi                       |
| 0796039 | Grabina             | część wsi (zniesiona w 2023 r.) |
| 0796045 | Kolonie             | część wsi                       |
| 0796051 | Stara Wieś          | część wsi                       |

## Historia
Według spisu powszechnego z roku 1921 w ówczesnej kolonii Kroblice Pęchowskie było 21 domów i 144 mieszkańców